# Selago
Selago es un género con 86 especies de plantas de flores de la familia Scrophulariaceae. 

## Especies seleccionadas
- Selago abietina
- Selago acaulis
- Selago acocksii
- Selago acutibractea
- Selago adenodes

- Datos: Q149837
- Multimedia: Selago / Q149837
- Especies: Selago